# C6H5ClO
化学式C6H5ClO，摩尔质量 128.56 g/mol，可以指以下化合物：
- 一氯苯酚，混合CAS号：25167-80-0 
  - 2-氯苯酚，CAS号：95-57-8 
  - 3-氯苯酚，CAS号：108-43-0 
  - 4-氯苯酚，CAS号：106-48-9
- 2-氯环己-2,5-二烯-1-酮，CAS号：98138-80-8
- 6-氯环己-2,4-二烯-1-酮，CAS号：163186-40-1
- 次氯酸苯酯，CAS号：58061-19-1
- 环丙基丙炔酰氯，CAS号：268542-56-9

|  | 这个同类索引页列出了具有相同分子式的化学物（即同分異構體）条目。 除非您是有意链接至本页，否则应将相应条目的内部链接指向正确的条目。 |